# Niveau d'huile

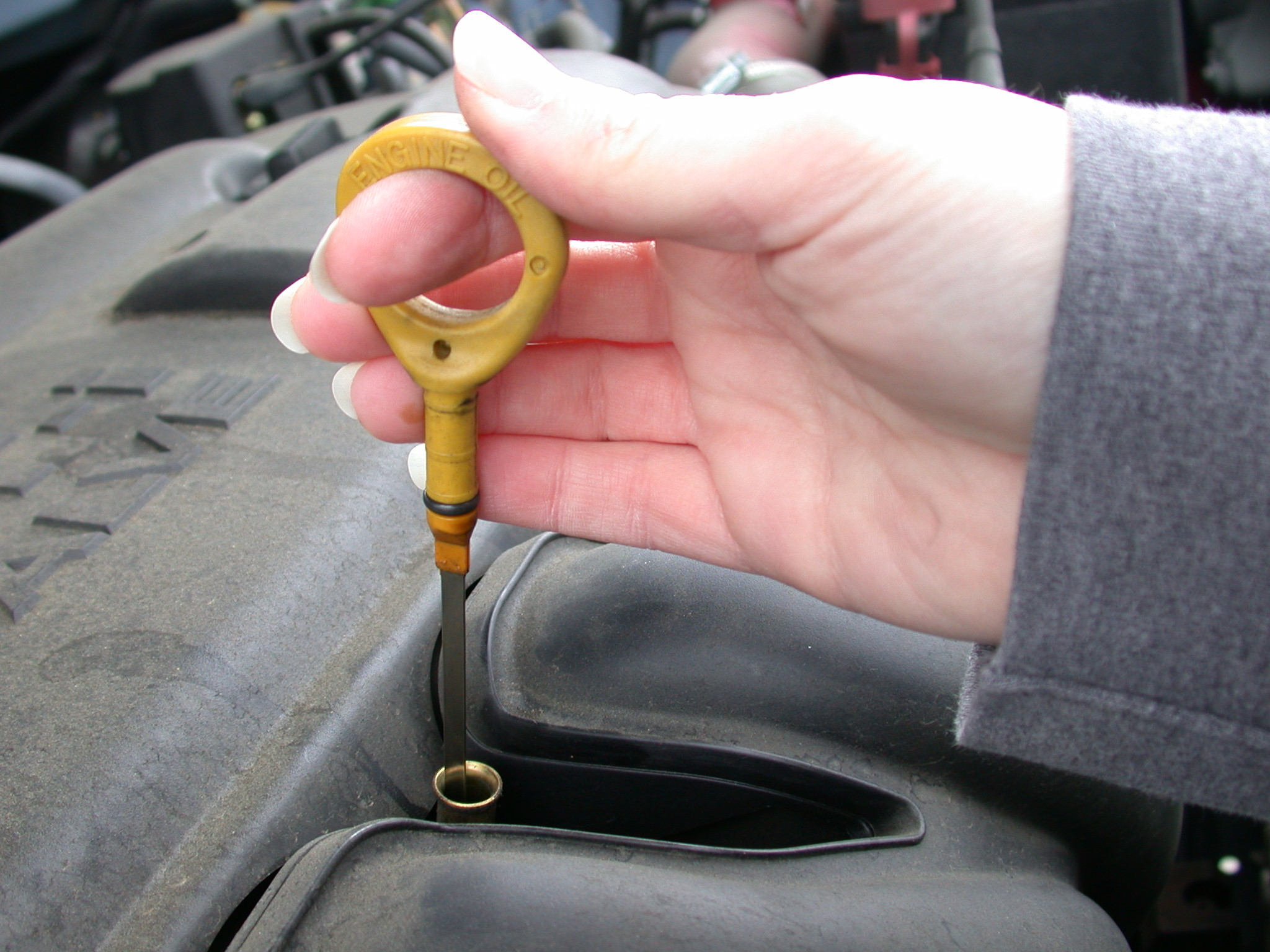
Partie supérieure d'une jauge à huile moteur.

Actuellement, la plupart des automobiles de grande diffusion à moteur à combustion interne sont équipées d'un système de jauge à huile automatique, mesurant le niveau juste avant le démarrage du moteur. Il signale au conducteur, par l'allumage d'un voyant souvent rouge, que le niveau est anormalement bas. Néanmoins, il n'est pas inutile de vérifier soi-même le niveau, de façon à confirmer le bon fonctionnement de la jauge automatique. À cette fin, voici en détail la procédure standard de vérification du niveau d'huile moteur d'un véhicule automobile.

## Intérêt de la vérification

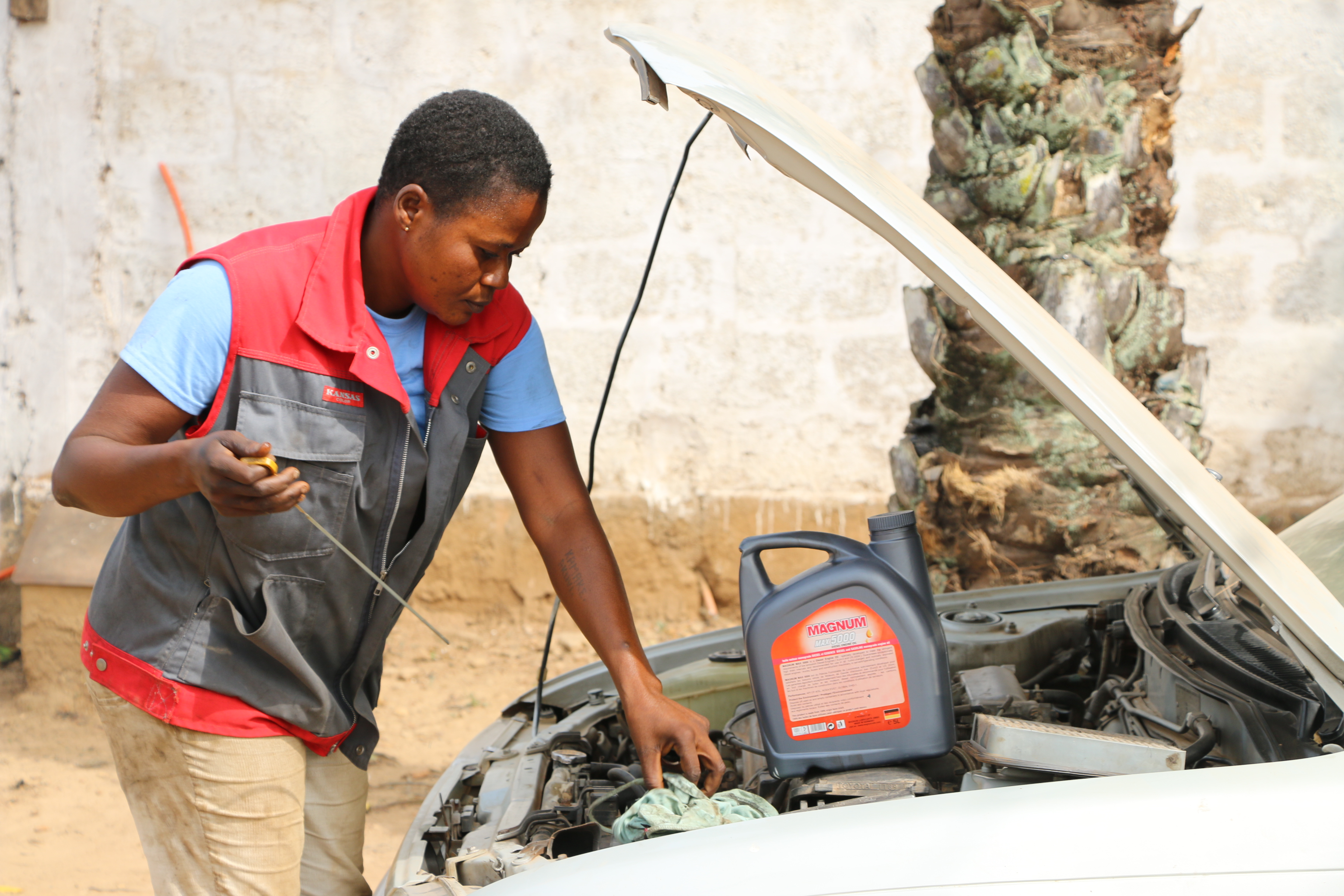
Vérification du niveau d'huile (Togo).

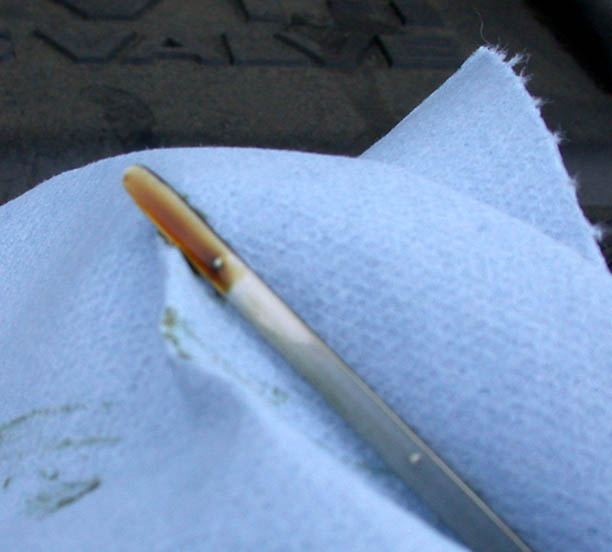
Niveau d'huile presque au mini, sur la jauge.

Un moteur doit être correctement lubrifié afin de permettre aux différentes pièces en mouvement de glisser avec le minimum de frottement.
- Les frottements diminuent notablement le rendement du moteur et usent prématurément les pièces concernées.
- L'huile participe grandement au refroidissement de certaines pièces internes d'un moteur à combustion interne, (pistons, bielles, ...).